# Glypta ornata
Glypta ornata là một loài tò vò trong họ Ichneumonidae.